# Kameroen op de Olympische Zomerspelen 2004
Kameroen nam deel aan de Olympische Zomerspelen 2004 in Athene, Griekenland. Net als tijdens de vorige editie werd er een gouden medaille gewonnen.

## Medailleoverzicht
| Sport    | Olympiër               | Discipline             | Medaille |
| -------- | ---------------------- | ---------------------- | -------- |
| Atletiek | Françoise Mbango Etone | hink-stap-springen (v) | Goud     |

## Deelnemers en resultaten
N.B. Lijst is (mogelijk) niet compleet

 (m) = mannen, (v) = vrouwen 

### Atletiek
| Olympiër                                                                 | Discipline             | Resultaat | Prestatie                                                         |
| ------------------------------------------------------------------------ | ---------------------- | --------- | ----------------------------------------------------------------- |
| Joseph Batangdon                                                         | 200m (m)               | DNF       | serie 4: 3de in 20,92 kwartfinale 1: niet gestart                 |
|                                                                          |                        |           |                                                                   |
| Delphine Bertille Atangana                                               | 100m (v)               | 30e       | serie 8: 4de in 11,40 kwartfinale 1: 8ste in 11,60                |
| Mireille Nguimgo                                                         | 400m (v)               | 22e       | serie 5: 4de in 51,90 halve finale 3: 7de in 52,21                |
| Hortense Bewouda                                                         | 400m (v)               | 27e       | serie 1: 5de in 52,11                                             |
| Mireille Nguimgo Hortense Bewouda Carole Kaboud Mebam Muriel Noah Ahanda | 4x400m (v)             | 14e       | serie 1: 7de in 3.29,93                                           |
| Françoise Mbango Etone                                                   | hink-stap-springen (v) | Goud      | kwalificatie groep B: 5de met 14,61m finale: 1ste met 15,30m (AF) |

### Boksen
| Olympiër              | Discipline | Resultaat | Prestatie |
| --------------------- | ---------- | --------- | --- |
| Willy Bertrand Tankeu | -69kg (m)  | 17e       | 1ste ronde: V van KAZ Artayev: walk-over                                                                                                   |
| Hassan Ndam Njikam    | -75kg (m)  | 5e        | 1ste ronde: W van DOM Ubaldo: 22-22, beslissing 2de ronde: W van IRL Andy Lee: 27-27, beslissing kwartfinale: V van RUS Gaidarbekov: 13-26 |
| Pierre Celestin Yana  | -81kg (m)  | 17e       | 1ste ronde: V van CHN Lei: 16-24 |
| Carlos Takam          | +91kg (m)  | 9e        | 1ste ronde: V van EGY Aly: 19-32 |

### Gewichtheffen
| Olympiër          | Discipline | Resultaat | Prestatie                                                      |
| ----------------- | ---------- | --------- | -------------------------------------------------------------- |
| Vencelas Dabaya   | -69kg (m)  | 5e        | trekken: 7de met 145kg stoten: 5de met 182,5kg totaal: 327,5kg |
|                   |            |           |                                                                |
| Madeleine Yamechi | -69kg (v)  | 7e        | trekken: 6de met 105kg stoten: 7de met 130kg totaal: 235kg     |

### Judo
| Olympiër                        | Discipline | Resultaat | Prestatie |
| ------------------------------- | ---------- | --------- | --- |
| Jean Claude Cameroun            | -60kg (m)  | 9e        | 1ste ronde: V van IRI Akhondzadeh: yuko herkansingen: W van ARM Nazaryan: ippon herkansingen 2: V van GRE Zintiridis: ippon |
| Bernard Sylvain Mvondo Etoga    | -73kg (m)  | 21e       | 1ste ronde: W van UZB Akbarov: yuko 2de ronde: V van MGL Damdin: yuko                                                       |
| Rostand Barry Melaping Tchassem | -90kg (m)  | 21e       | 1ste ronde: V van EGY Mesbah: waza-ari                                                                                      |
| Franck Martial Moussima Ewane   | -100kg (m) | 9e        | 1ste ronde: V van KOR Sung: ippon herkansingen: W van USA Ferguson: yuko herkansingen 2: V van ISR Ze'evi: waza-ari         |

### Zwemmen
| Olympiër        | Discipline         | Resultaat | Prestatie             |
| --------------- | ------------------ | --------- | --------------------- |
| Cole Shade Sule | 50m vrije slag (m) | 64e       | serie 3: 2de in 26,16 |

Afghanistan · Albanië · Algerije · Amerikaanse Maagdeneilanden · Amerikaans-Samoa · Andorra · Angola · Antigua en Barbuda · Argentinië · Armenië · Aruba · Australië · Azerbeidzjan · Bahama's · Bahrein · Bangladesh · Barbados · België · Belize · Benin · Bermuda · Bhutan · Bolivia · Bosnië en Herzegovina · Botswana · Brazilië · Britse Maagdeneilanden · Brunei · Bulgarije · Burkina Faso · Burundi · Cambodja · Canada · Centraal-Afrikaanse Republiek · Chili · China · Chinees Taipei · Colombia · Comoren · Congo-Brazzaville · Congo-Kinshasa · Cookeilanden · Costa Rica · Cuba · Cyprus · Denemarken · Djibouti · Dominica · Dominicaanse Republiek · Duitsland · Ecuador · Egypte · El Salvador · Equatoriaal-Guinea · Eritrea · Estland · Ethiopië · Fiji · Filipijnen · Finland · Frankrijk · Gabon · Gambia · Georgië · Ghana · Grenada · Griekenland · Groot-Brittannië · Guam · Guatemala · Guinee · Guinee‑Bissau · Guyana · Haïti · Honduras · Hongarije · Hongkong · Ierland · IJsland · India · Indonesië · Irak · Iran · Israël · Italië · Ivoorkust · Jamaica · Japan · Jemen · Jordanië · Kaaimaneilanden · Kaapverdië · Kameroen · Kazachstan · Kenia · Kirgizië · Kiribati · Koeweit · Kroatië · Laos · Lesotho · Letland · Libanon · Liberia · Libië · Liechtenstein · Litouwen · Luxemburg · Macedonië · Madagaskar · Malawi · Malediven · Maleisië · Mali · Malta · Marokko · Mauritanië · Mauritius · Mexico · Micronesië · Moldavië · Monaco · Mongolië · Mozambique · Myanmar · Namibië · Nauru · Nederland · Nederlandse Antillen · Nepal · Nicaragua · Nieuw-Zeeland · Niger · Nigeria · Noord-Korea · Noorwegen · Oeganda · Oekraïne · Oezbekistan · Oman · Oostenrijk · Oost‑Timor · Pakistan · Palau · Palestina · Panama · Papoea-Nieuw-Guinea · Paraguay · Peru · Polen · Portugal · Puerto Rico · Qatar · Roemenië · Rusland · Rwanda · Saint Kitts en Nevis · Saint Lucia · Saint Vincent en Grenadines · Salomonseilanden · Samoa · San Marino · Sao Tomé en Principe · Saoedi-Arabië · Senegal · Servië en Montenegro · Seychellen · Sierra Leone · Singapore · Slovenië · Slowakije · Soedan · Somalië · Spanje · Sri Lanka · Suriname · Swaziland · Syrië · Tadzjikistan · Tanzania · Thailand · Togo · Tonga · Trinidad en Tobago · Tsjaad · Tsjechië · Tunesië · Turkije · Turkmenistan · Uruguay · Vanuatu · Venezuela · Verenigde Arabische Emiraten · Verenigde Staten · Vietnam · Wit-Rusland · Zambia · Zimbabwe · Zuid-Afrika · Zuid-Korea · Zweden · Zwitserland